# Kazalište u 1938.
◄◄ | ◄ | 1935. | 1936. | 1937. | 1938.  | 1939. | 1940. | 1941. | ► | ►►
Arhitektura • Astronomija • Biologija • Film • Fotografija • Glazba • Kazalište • Kemija • Kiparstvo • Knjige • Književnost • Kršćanstvo • Meteorologija • Medicina • Planinarstvo • Politika • Pravo • Promet • Slikarstvo • Strip • Šport • Televizija • Znanost • Zrakoplovstvo • Željeznički promet
Kazalište u 1938.

## Hrvatska i u Hrvata

### Rođenja
- 12. srpnja – Jagoda Antunac, hrvatska kazališna, televizijska i filmska glumica († 1987.)

## Vanjske poveznice
|  | Zajednički poslužitelj ima još gradiva o temi Kazalište u 1938. |